# Lista odcinków serialu Big Time Rush
W artykule znajduje się lista odcinków serialu Big Time Rush, emitowanego w Polsce od 12 czerwca 2010 roku na kanale Nickelodeon i Nickelodeon HD.

## Serie
| Sezon | Sezon | Odcinki | Pierwsza emisja   | Ostatnia emisja   | Pierwsza emisja   | Ostatnia emisja      |
| ----- | ----- | ------- | ----------------- | ----------------- | ----------------- | -------------------- |
|       | 1     | 20      | 28 listopada 2009 | 20 sierpnia 2010  | 12 czerwca 2010   | 5 marca 2011         |
|       | 2     | 29      | 25 września 2010  | 28 stycznia 2012  | 8 maja 2011       | 4 maja 2012          |
|       | 3     | 12      | 12 maja 2012      | 10 listopada 2012 | 11 listopada 2012 | 30 października 2013 |
|       | 4     | 13      | 2 maja 2013       | 25 lipca 2013     | 27 września 2013  | 15 listopada 2013    |

## Seria 1
| Nr    | Tytuł                                             | Reżyseria            | Scenariusz                | Premiera          | Premiera w Polsce                                                                |
| ----- | ------------------------------------------------- | -------------------- | ------------------------- | ----------------- | -------------------------------------------------------------------------------- |
| 1-2   | Bardzo ważny casting Big Time Audition            | Savage Steve Holland | Scott Fellows             | 28 listopada 2009 | 12 czerwca 2010 (Nick) 3 kwietnia 2011 (Viva) 22/29 kwietnia 2012 (TVP1)         |
| 3     | Szkoła Rocque Big Time School of Rocque           | Savage Steve Holland | David Schiff              | 18 stycznia 2010  | 30 czerwca 2010 (Nick) 10 kwietnia 2011 (Viva) 6 maja 2012 (TVP1)                |
| 4     | Niezły przekręt Big Time Crib                     | David Kendall        | Scott Fellows             | 22 stycznia 2010  | 29 czerwca 2010 (Nick) 10 kwietnia 2011 (Viva) 1 maja 2012 (TVP1)                |
| 5     | Bardzo niegrzeczny chłopiec Big Time Bad Boy      | Joe Menendez         | Lazar Saric               | 29 stycznia 2010  | 1 lipca 2010 (Nick) 17 kwietnia 2011 (Viva) 13 maja 2012 (TVP1)                  |
| 6     | Bardzo ważna piosenka miłosna Big Time Love Song  | Jon Rosenbaum        | Scott Fellows             | 5 lutego 2010     | 18 lipca 2010 (Nick) 17 kwietnia 2011 (Viva) 20 maja 2012 (TVP1)                 |
| 7     | Bardzo duża willa Big Time Mansion                | Joe Menendez         | Jed Spingarn              | 12 lutego 2010    | 15 września 2010 (Nick) 24 kwietnia 2011 (Viva) 27 maja 2012 (TVP1)              |
| 8     | Bardzo ważna sesja zdjęciowa Big Time Photo Shoot | Jonathan Judge       | Ron Holsey                | 26 lutego 2010    | 22 sierpnia 2010 (Nick) 24 kwietnia 2011 (Viva) 3 czerwca 2012 (TVP1)            |
| 9     | Bardzo ważny wolny dzień Big Time Break           | Paul Lazarus         | Lazar Saric               | 5 marca 2010      | 28 sierpnia 2010 (Nick) 1 maja 2011 (Viva) 1 lipca 2012 (TVP1)                   |
| 10    | Bardzo ważne demo Big Time Demos                  | Henry Chan           | Scott Fellows             | 19 marca 2010     | 29 sierpnia 2010 (Nick) 1 maja 2011 (Viva) 8 lipca 2012 (TVP1)                   |
| 11    | Bardzo ważna impreza Big Time Party               | Jon Rosenbaum        | Dave Schiff               | 2 kwietnia 2010   | 5 września 2010 (Nick) 8 maja 2011 (Viva) 15 lipca 2012 (TVP1)                   |
| 12    | Bardzo ważna praca Big Time Jobs                  | David Kendall        | Ron Holsey                | 16 kwietnia 2010  | 30 grudnia 2010 (Nick) 15 maja 2011 (Viva) 19 sierpnia 2012 (TVP1)               |
| 13    | Bardzo ważny blogger Big Time Blogger             | Savage Steve Holland | Dave Schiff               | 23 kwietnia 2010  | 20 lutego 2011 (Nick) 22 maja 2011 (Viva) 8 września 2012 (TVP1)                 |
| 14    | Bardzo wielki strach Big Time Terror              | Savage Steve Holland | Scott Fellows             | 8 maja 2010       | 16 października 2011 (Nick) 15 maja 2011 (Viva) 26 sierpnia 2012 (TVP1)          |
| 15    | Bardzo ważny taniec Big Time Dance                | Fred Savage          | Lazar Saric               | 4 czerwca 2010    | 6 lutego 2011 (Nick) 22 maja 2011 (Viva) 1 września 2012 (TVP1)                  |
| 16    | Bardzo wysoka gorączka Big Time Fever             | Jonathan Judge       | Jed Spingarn              | 18 czerwca 2010   | 13 lutego 2011 (Nick) 29 maja 2011 (Viva) 22 lipca 2012 (TVP1)                   |
| 17    | Bardzo ważna gwiazda Big Time Sparks              | Stewart Schill       | Jed Spingarn              | 26 czerwca 2010   | 30 grudnia 2010 (Nick) 8 maja 2011 (Viva) 15 września 2012 (TVP1)                |
| 18    | Bardzo ważny teledysk Big Time Video              | Jonathan Judge       | Ron Holsey                | 31 lipca 2010     | 5 marca 2011 (Nick) 29 maja 2011 (Viva) 22 września 2012 (TVP1)                  |
| 19-20 | Bardzo ważny koncert Big Time Concert             | Savage Steve Holland | Scott Fellows Lazar Saric | 20 sierpnia 2010  | 5 marca 2011 (Nick) 5 czerwca 2011 (Viva) 29 września/6 października 2012 (TVP1) |

## Seria 2
| Nr    | Tytuł                                                       | Reżyseria            | Scenariusz                              | Premiera             | Premiera w Polsce                               |
| ----- | ----------------------------------------------------------- | -------------------- | --------------------------------------- | -------------------- | ----------------------------------------------- |
| 21    | Powrót w wielkim stylu Welcome Back, Big Time               | Scott Fellows        | Scott Fellows                           | 25 września 2010     | 8 maja 2011 (Nick) 13 października 2012 (TVP1)  |
| 22    | Bardzo ważni fani Big Time Fans                             | Jonathan Judge       | Lazar Saric                             | 1 października 2010  | 15 maja 2011 (Nick) 20 października 2012 (TVP1) |
| 23    | Bardzo ważne dziewczyny Big Time Girlfriends                | Stewart Schill       | Jed Spingarn                            | 11 października 2010 | 22 maja 2011 (Nick) 27 października 2012 (TVP1) |
| 24    | Bardzo ważny program Big Time Live                          | Mort Nathan          | Mark Fellows Keith Wagner               | 15 października 2010 | 29 maja 2011 (Nick) 3 listopada 2012 (TVP1)     |
| 25    | Bardzo ważne Halloween Big Time Halloween                   | Paul Lazarus         | Jessica Gao                             | 22 października 2010 | 16 października 2011                            |
| 26    | Bardzo ważne buty Big Time Sneakers                         | Johnathan Judge      | Scott Fellows                           | 5 listopada 2010     | 5 czerwca 2011 (Nick) 10 listopada 2012 (TVP1)  |
| 27    | Bardzo zabawne żarty Big Time Pranks                        | Savage Steve Holland | Lazar Saric                             | 19 listopada 2010    | 12 czerwca 2011 (Nick) 17 listopada 2012 (TVP1) |
| 28-29 | Święta są Bardzo Ważne Big Time Christmas                   | Savage Steve Holland | Mark Fellows Keith Wagner Scott Fellows | 4 grudnia 2010       | 26 grudnia 2011                                 |
| 30    | Bardzo ważny guru Big Time Guru                             | Johnathan Judge      | Jed Spingarn                            | 8 stycznia 2011      | 13 sierpnia 2011                                |
| 31    | Bardzo ważne randki Big Time Crush                          | Carlos Gonzales      | Lazar Saric                             | 5 lutego 2011        | 2 października 2011                             |
| 32-33 | Bardzo ważna plażowa balanga Big Time Beach Party           | Savage Steve Holland | Jed Spingarn Jessica Gao                | 21 lutego 2011       | 4 września 2011                                 |
| 34    | Bardzo ważni autorzy hitów Big Time Songwriters             | Jonathan Judge       | Jessica Gao                             | 5 marca 2011         | 18 września 2011                                |
| 35    | Bardzo bolesne zderzenie z rzeczywistością Big Time Reality | Johnathan Judge      | Mark Fellows Keith Wagner               | 26 marca 2011        | 27 grudnia 2011                                 |
| 36    | Bardzo niebezpieczny girlsband Big Time Girl Group          | Jon Rosembaum        | Scott Fellows                           | 9 kwietnia 2011      | 16 października 2011                            |
| 37    | Ekologia jest bardzo ważna Green Time Rush                  | Savage Steve Holland | Jessica Gao                             | 22 kwietnia 2011     | 30 grudnia 2011                                 |
| 38    | Bardzo ważne spotkanie rodzinne Big Time Moms               | Savage Steve Holland | Scott Fellows                           | 7 maja 2011          | 28 grudnia 2011                                 |
| 39    | Bardzo piękny król studniówki Big Time Prom                 | Scott Fellows        | Scott Fellows                           | 21 maja 2011         | 26 marca 2012                                   |
| 40    | Bardzo trudne rozstanie Big Time Break-Up                   | Stewart Schill       | Lazar Saric                             | 25 czerwca 2011      | 29 grudnia 2011                                 |
| 41    | Bardzo trudne rozstania Big Time Single                     | Savage Steve Holland | Mark Fellows Keith Wagner               | 23 lipca 2011        | 30 kwietnia 2012                                |
| 42    | Bardzo poważny ślub Big Time Wedding                        | Stewart Schill       | Jed Spingarn                            | 20 sierpnia 2011     | 27 marca 2012                                   |
| 43    | Bardzo rockowa rockmanka Big Time Rocker                    | Carlos Gonzalez      | Jessica Gao                             | 24 września 2011     | 28 marca 2012                                   |
| 44    | Bardzo poważny strajk Big Time Strike                       | Jonathan Judge       | Lazar Saric                             | 10 października 2011 | 29 marca 2012                                   |
| 45    | Bardzo fajny konkurs Big Time Contest                       | Joe Menendez         | Mark Fellows Keith Wagner               | 15 października 2011 | 30 marca 2012                                   |
| 46    | Bardzo waleczni superbohaterowie Big Time Superheroes       | Savage Steve Holland | Scott Fellows                           | 29 października 2011 | 1 maja 2012                                     |
| 47    | Bardzo wielkie tajemnice Big Time Secret                    | Jonathan Judge       | Scott Fellows Dan Serafin               | 5 listopada 2011     | 2 maja 2012                                     |
| 48    | Bardzo ważny wywiad Big Time Interview                      | Savage Steve Holland | Jessica Gao Mark Fellows Keith Wagner   | 19 listopada 2011    | 4 maja 2012                                     |
| 49    | Przełom Big Time Move                                       | Savage Steve Holland | Lazar Saric                             | 28 stycznia 2012     | 3 maja 2012                                     |

## Seria 3
| Nr | Tytuł                                       | Reżyseria       | Scenariusz                | Premiera             | Premiera w Polsce    |
| -- | ------------------------------------------- | --------------- | ------------------------- | -------------------- | -------------------- |
| 50 | Za kulisami jest fajnie Backstage Rush      | Stewart Schill  | Scott Fellows             | 12 maja 2012         | 11 listopada 2012    |
| 51 | Wielki powrót Big Time Returns              | Scott Fellows   | Scott Fellows             | 25 czerwca 2012      | 18 listopada 2012    |
| 52 | W Bel-Air jest uroczo Bel Air Rush          | David Kendall   | Mark Fellows Keith Wagner | 2 lipca 2012         | 2 grudnia 2012       |
| 53 | Podwójna randka Big Time Double Date        | Joe Menendez    | Jed Spingarn              | 9 lipca 2012         | 9 grudnia 2012       |
| 54 | Marketing Big Time Merchandise              | Carlos Gonzalez | Jed Spingarn              | 16 lipca 2012        | 16 grudnia 2012      |
| 55 | Bardzo duża niespodzianka Big Time Surprise | Julian Petrillo | Scott Fellows             | 22 września 2012     | 10 lutego 2013       |
| 56 | Bardzo trudna decyzja Big Time Decision     | Jonathan Judge  | Lazar Saric Jed Spingarn  | 29 września 2012     | 17 lutego 2013       |
| 57 | Bardzo dobre niańki Big Time Babysitting    | Jonathan Judge  | Dan Serafin               | 13 października 2012 | 24 lutego 2013       |
| 58 | Bardzo cenna stara płyta Big Time Gold      | Nisha Ganatra   | Mark Fellows Keith Wagner | 20 października 2012 | 29 października 2013 |
| 59 | Bardzo bezpieczny camping Big Time Camping  | David Kendall   | Lazar Saric               | 27 października 2012 | 3 marca 2013         |
| 60 | Na ratunek Big Time Rescue                  | Joe Menendez    | Lazar Saric               | 3 listopada 2012     | 28 października 2013 |
| 61 | Bardzo cenne wpadki Big Time Bloopers       | Scott Fellows   | Dan Serafin               | 10 listopada 2012    | 30 października 2013 |

## Seria 4
| Nr    | Tytuł                                   | Reżyseria            | Scenariusz                | Premiera        | Premiera w Polsce    |
| ----- | --------------------------------------- | -------------------- | ------------------------- | --------------- | -------------------- |
| 62    | Bardzo wielka inwazja Big Time Invasion | Savage Steve Holland | Scott Fellows             | 2 maja 2013     | 31 października 2013 |
| 63    | Bardzo wielki skandal Big Time Scandal  | Savage Steve Holland | Lazar Saric               | 9 maja 2013     | 1 listopada 2013     |
| 64    | Giga kłamstwa Big Time Lies             | Jonathan Judge       | Dan Serafin               | 16 maja 2013    | 4 listopada 2013     |
| 65    | Giga premia Big Time Bonus              | Stewart Schill       | Mark Fellows Keith Wagner | 23 maja 2013    | 5 listopada 2013     |
| 66    | Mega promocja Big Time Cameo            | Savage Steve Holland | Jed Spingarn              | 30 maja 2013    | 6 listopada 2013     |
| 67    | Wypasiony autobus Big Time Tour Bus     | Carlos Pena Jr.      | Scott Fellows             | 6 czerwca 2013  | 27 września 2013     |
| 68    | Mega psikusy Big Time Pranks 2          | Jonathan Judge       | Lazar Saric               | 13 czerwca 2013 | 7 listopada 2013     |
| 69    | Mega jazda Big Time Rides               | Savage Steve Holland | Keith Wagner              | 20 czerwca 2013 | 8 listopada 2013     |
| 70    | Mega testy Big Time Tests               | Savage Steve Holland | Mark Fellows              | 27 czerwca 2013 | 11 listopada 2013    |
| 71    | Mega komiks Big Time Cartoon            | Jonathan Judge       | Scott Fellows             | 11 lipca 2013   | 12 listopada 2013    |
| 72    | Mega rozłam Big Time Break Out          | Jonathan Judge       | Nate Knetchel             | 18 lipca 2013   | 13 listopada 2013    |
| 73-74 | Mega marzenia Big Time Dreams           | Savage Steve Holland | Scott Fellows Lazar Saric | 25 lipca 2013   | 14/15 listopada 2013 |

https://web.archive.org/web/20121226175011/http://www.tv.com/shows/big-time-rush/episodes/